# Аризонський барон
«Аризонський барон» (англ. The Baron of Arizona) — американський чорно-білий фільм режисера Семюела Фуллера 1950 року. Заснований на реальних подіях. Перший фільм в кінематографічній кар'єрі Еда Вуда.
Гаслом фільму є вираз «He Stole The State Of Arizona And Gave It To His Bride!», який можна перекласти як «Він викрав штат Аризона й віддав його своїй нареченій!»
Зйомки фільму відбувалися протягом жовтня-листопада 1949 року в містах Сімі Воллі, штат Каліфорнія та Флоренс, штат Аризона.

## Акторський склад
- Вінсент Прайс — Джеймс Еддісон Рівіс
- Еллен Дрю — Софія де Перальта-Рівіс
- Владімір Соколофф — Пепіто Альварез
- Б'юла Бонді — Лома Моралез
- Рід Гедлі — Джон Ґріфф
- Роберт Беррат (в титрах зазначений як Роберт Г. Беррат) — Суддя Адамс
- Робін Шорт — Том Ленсінґ
- Тіна Пайн (в титрах зазначена як Тіна Ром) — Ріта
- Карен Кестер — Софія де Перальта-Рівіс (в дитинстві)
- Марджя Дін — Маркіза де Сантелла
- Джонатан Гейл — Губернатор
- Едвард Кін — Генерал-інспектор Міллер
- Барбара Вудделл — Місіс Керрі Ленсінґ
- А. Стенфорд Джоллі — Містер Річардсон
- Фред Кохлер-молодший — Деммінґс
- Трістрам Соффін — МакКлірі
- Джін Рот — Отець Ґардіан
- Анджело Россітто (в титрах зазначений як Анджело Росіто) — Енджі, Циган
- Ед Іст — Генк
- Джозеф Ґрін (в титрах зазначений як Джо Ґрін) — Містер Ґантер
- Вітон Чемберс (в титрах не зазначений) — Брат Ґреґорі
- Річард Крамер (в титрах не зазначений) — Міщанин, який виглядає, чи повертається Бівіс до Аризони
- Сем Флінт (в титрах не зазначений) — Член департаменту внутрішніх справ
- Террі Фрост (в титрах не зазначений) — Морель, Лінчуватель
- Джил Фрай (в титрах не зазначений) — Помічник Ґріффа
- Пет Ґолдін (в титрах не зазначений) — Молодший францисканський монах
- Стефен С. Гаррісон (в титрах не зазначений) — Помічник інспектора
- Стюарт Голмс (в титрах не зазначений) — Людина в резиденції губернатора
- Джордж Мідер (в титрах не зазначений) — Генк, Вітчим Ленсінґа
- Форбс Мюррей (в титрах не зазначений) — Член департаменту внутрішніх справ
- Роберт А. О'Ніл (в титрах не зазначений) — Брат Пол
- Адольфо Орнелас (в титрах не зазначений) — Містер Мартінез
- Лі Фелпс (в титрах не зазначений) — Гість в резиденції губернатора
- Стенлі Прайс (в титрах не зазначений) — Містер Рейнольдс
- Джеффрі Сейр (в титрах не зазначений) — Людина в натовпі
- Берт Стівенс (в титрах не зазначений) — Людина в резиденції губернатора
- Захаріас Яконеллі (в титрах не зазначений) — Грек
- Ед Вуд (в титрах не зазначений) — Дублер.

## Прем'єри в світі
- 1 березня 1950 —  США
- 4 березня 1950 —  США
- 24 серпня 1951 —  ФРН
- 14 вересня 1951 —  Австрія
- 26 березня 1952 —  Філіппіни
- 20 квітня 1953 —  Данія
- 21 січня 1955 —  Фінляндія
- 7 травня 1956 —  Португалія
- 31 жовтня 2010 —  Греція